# Йоахим Дидрих фон Рантцау
Йоахим Дидрих фон Рантцау (на немски: Joachim Diedrich von Rantzau; * 30 август 1690; † 2 януари 1729) е благородник от Рантцау в Южен Шлезвиг-Холщайн, господар на Зеещед и Ширнау (1715), 1723 г. съветник в Шлезвиг-Холщайн.
Той е малкият син на Дитлев фон Рантцау-Тралау (1655 – 1698) и съпругата му София Мария фон Бюлов-Венинген († 1694), дъщеря на Якоб фон Бюлов-Венинген (1626 – 1681) и Доротея Маргрета фон Виторф (1635 – 1668). Внук е на Мелхиор фон Рантцау-Тралау (1622 – 1683) и Магдалена Кайсдатер фон Рантцау (1623 – 1674). Брат е на Дитлев фон Рантцау (1687 – 1734).

## Фамилия
Йоахим Дидрих фон Рантцау се жени 1710 г. за Доротея Елизабет фон Алефелдт (* 4 януари 1687; † вер. 1710), дъщеря на Бендикс фон Алефелдт (1650 – 1712) и втората му съпруга Маргрета фон Брокдорф (1639 – 1694). Бракът е бездетен.